# Rhynchodiplodia ursusiformae
Rhynchodiplodia ursusiformae är en svampart som beskrevs av Zambett. & Nicot 1958. Rhynchodiplodia ursusiformae ingår i släktet Rhynchodiplodia, divisionen sporsäcksvampar och riket svampar.   Inga underarter finns listade i Catalogue of Life.